# Salmo 21
El salmo 21  es, según la numeración hebrea, el vigesimoprimer salmo del Libro de los salmos de la Biblia. Corresponde al salmo 20 según la numeración de la Biblia Septuaginta griega, empleada también en la Vulgata latina. Por este motivo, recogiendo la doble numeración, a este salmo también se le refiere como el salmo 21 (20).
Está internamente acreditado a David . Hay 13 versículos.
Este salmo real y el anterior están estrechamente relacionados: ambos son salmos litúrgicos; en ambos, el rey es la figura destacada. Salmo 21 se caracteriza como un salmo de acción de gracias. Se centra en la imaginería de un rey; al rey a menudo se le atribuye ser un ejemplo del estado moral de un reino en el Antiguo Testamento .
Interpretación católica
La victoria del rey se debe al Señor

## Texto
| #     | En hebreo                                         | En español                                                                                                 | En griego |
| ----- | ------------------------------------------------- | --- | --- |
| [ 2 ] | לַמְנַצֵּ֗חַ מִזְמ֥וֹר לְדָוִֽד׃                                 | (Al músico principal. Salmo de David.)                                                                     | Εἰς τὸ τέλος· ψαλμὸς τῷ Δαυΐδ. -                                                                                                  |
| 1     | יְֽהֹוָ֗ה בְּעׇזְּךָ֥ יִשְׂמַח־מֶ֑לֶךְ וּ֝בִישׁ֥וּעָתְךָ֗ מַה־[יָּ֥גֶל] (יגיל ) מְאֹֽד׃ | El rey se alegrará en tu poder, oh Señor; ¡y en tu salvación, cuánto se regocijará!                        | ΚΥΡΙΕ, ἐν τῇ δυνάμει σου εὐφρανθήσεται ὁ βασιλεὺς καὶ ἐπὶ τῷ σωτηρίῳ σου ἀγαλλιάσεται σφόδρα.                                     |
| 2     | תַּאֲוַ֣ת לִ֭בּוֹ נָתַ֣תָּה לּ֑וֹ וַאֲרֶ֥שֶׁת שְׂ֝פָתָ֗יו בַּל־מָנַ֥עְתָּ סֶּֽל ָה׃        | Le diste lo que su corazón deseaba y no le negaste la petición de sus labios. «Selah».                     | τὴν ἐπιθυμίαν τῆς καρδίας αὐτοῦ ἔδωκας αὐτῷ καὶ τὴν θέλησιν τῶν χειλέων αὐτοῦ οὐκ ἐστέρησας αὐτόν. (διάψαλμα).                    |
| 3     | כִּֽי־תְ֭קַדְּמֶנּוּ בִּרְכ֣וֹת ט֑וֹב תָּשִׁ֥ית לְ֝רֹאשׁ֗וֹ עֲטֶ֣רֶת פָּֽז׃           | Porque lo colmaste de bendiciones de bondad: pusiste una corona de oro puro sobre su cabeza.               | ὅτι προέφθασας αὐτὸν ἐν εὐλογίαις χρηστότητος, ἔθηκας ἐπὶ τὴν κεφαλὴν αὐτοῦ στέφανον ἐκ λίθου τιμίου.                             |
| 4     | חַיִּ֤ים ׀ שָׁאַ֣ל מִ֭מְּךָ נָתַ֣תָּה לּ֑וֹ אֹ֥רֶךְ יָ֝מִ֗ים עוֹלָ֥ם וָעֶֽד׃         | Te pidió vida, y se la diste, incluso la duración de los días por los siglos de los siglos.                | ζωὴν ᾐτήσατό σε, καὶ ἔδωκας αὐτῷ, μακρότητα ἡμερῶν εἰς αἰῶνα αἰῶνος.                                                              |
| 5     | גָּד֣וֹל כְּ֭בוֹדוֹ בִּישׁוּעָתֶ֑ךָ ה֥וֹד וְ֝הָדָ֗ר תְּשַׁוֶּ֥ה עָלָֽיו׃            | Su gloria es grande en tu salvación: honor y majestad has puesto sobre él.                                 | μεγάλη ἡ δόξα αὐτοῦ ἐν τῷ σωτηρίῳ σου, δόξαν καὶ μεγαλοπρέπειαν ἐπιθήσεις ἐπ᾿ αὐτόν·                                              |
| 6     | כִּֽי־תְשִׁיתֵ֣הוּ בְרָכ֣וֹת לָעַ֑ד תְּחַדֵּ֥הוּ בְ֝שִׂמְחָ֗ה אֶת־פָּנֶֽיךָ׃          | Porque le has bendecido para siempre: le has llenado de alegría con tu presencia.                          | ὅτι δώσεις αὐτῷ εὐλογίαν εἰς αἰῶνα αἰῶνος, εὐφρανεῖς αὐτὸν ἐν χαρᾷ μετὰ τοῦ προσώπου σου.                                         |
| 7     | כִּֽי־הַ֭מֶּלֶךְ בֹּטֵ֣חַ בַּיהֹוָ֑ה וּבְחֶ֥סֶד עֶ֝לְי֗וֹן בַּל־יִמּֽוֹט׃            | Porque el rey confía en el Señor, y por la misericordia del Altísimo no será conmovido.                    | ὅτι ὁ βασιλεὺς ἐλπίζει ἐπὶ Κύριον καὶ ἐν τῷ ἐλέει τοῦ ῾Υψίστου οὐ μὴ σαλευθῇ.                                                     |
| 8     | תִּמְצָ֣א יָ֭דְךָ לְכׇל־אֹיְבֶ֑יךָ יְ֝מִֽינְךָ֗ תִּמְצָ֥א שֹׂנְאֶֽיךָ׃              | Tu mano encontrará a todos tus enemigos; tu diestra encontrará a los que te aborrecen.                     | εὑρεθείη ἡ χείρ σου πᾶσι τοῖς ἐχθροῖς σου, ἡ δεξιά σου εὕροι πάντας τοὺς μισοῦντάς σε.                                            |
| 9     | תְּשִׁיתֵ֤מוֹ ׀ כְּתַנּ֥וּר אֵשׁ֮ לְעֵ֢ת פָּ֫נֶ֥יךָ יְ֭הֹוָה בְּאַפּ֣וֹ יְבַלְּעֵ         | Los harás como horno de fuego en el día de tu ira: Jehová los devorará en su furor, y fuego los consumirá. | θήσεις αὐτοὺς εἰς κλίβανον πυρὸς εἰς καιρὸν τοῦ προσώπου σου· Κύριος ἐν ὀργῇ αὐτοῦ συνταράξει αὐτούς, καὶ καταφάγεται αὐτοὺς πῦρ. |
| 10    | פִּ֭רְיָמוֹ מֵאֶ֣רֶץ תְּאַבֵּ֑ד וְ֝זַרְעָ֗ם מִבְּנֵ֥י אָדָֽם׃                   | Destruirás su fruto de la tierra y su semilla de entre los hijos de los hombres.                           | τὸν καρπὸν αὐτῶν ἀπὸ τῆς γῆς ἀπολεῖς καὶ τὸ σπέρμα αὐτῶν ἀπὸ υἱῶν ἀνθρώπων,                                                       |
| 11    | כִּי־נָט֣וּ עָלֶ֣יךָ רָעָ֑ה חָֽשְׁב֥וּ מְ֝זִמָּ֗ה בַּל־יוּכָֽלוּ׃               | Pues tramaban mal contra ti; maquinaban artimañas, pero no pudieron llevar a cabo.                         | ὅτι ἔκλιναν εἰς σὲ κακά, διελογίσαντο βουλάς, αἷς οὐ μὴ δύνωνται στῆναι.                                                          |
| 12    | כִּ֭י תְּשִׁיתֵ֣מוֹ שֶׁ֑כֶם בְּ֝מֵֽיתָרֶ֗יךָ תְּכוֹנֵ֥ן עַל־פְּנֵיהֶֽם׃             | Por tanto, les darás la espalda cuando preparas tus flechas en tus cuerdas contra sus rostros.             | ὅτι θήσεις αὐτοὺς νῶτον· ἐν τοῖς περιλοίποις σου ἑτοιμάσεις τὸ πρόσωπον αὐτῶν.                                                    |
| 13    | ר֣וּמָה יְהֹוָ֣ה בְּעֻזֶּ֑ךָ נָשִׁ֥ירָה וּֽ֝נְזַמְּרָ֗ה גְּבוּרָתֶֽךָ׃               | Sea exaltado, Señor, en tu propia fuerza: así cantaremos y alabaremos tu poder.                            | ὑψώθητι, Κύριε, ἐν τῇ δυνάμει σου· ᾄσομεν καὶ ψαλοῦμεν τὰς δυναστείας σου.                                                        |

### Versión  de la Biblia del rey Jacobo
1 El rey se alegrará en tu fuerza, oh SEÑOR; y en tu salvación, ¡cuánto se alegrará! 
2 Le has dado el deseo de su corazón, y no has retenido la petición de sus labios. Selah 
3 Porque lo evitas con las bendiciones de la bondad: le pones una corona de oro puro en la cabeza. 
4 Te pidió vida, y tú se la diste, incluso días largos por los siglos de los siglos.
5 Su gloria es grande en tu salvación: honor y majestad has puesto sobre él.
6 Porque lo has bendecido para siempre: lo has hecho sumamente feliz con tu semblante.
7 Porque el rey confía en el SEÑOR, y por la misericordia del Altísimo no será conmovido.
8 Tu mano descubrirá a todos tus enemigos: tu mano derecha descubrirá a los que te odian.
9 Los harás como horno de fuego en el tiempo de tu ira: Jehová los tragará en su ira, y el fuego los devorará.
10 Su fruto destruirás de la tierra, y su simiente de entre los hijos de los hombres.
11 Porque pretendieron el mal contra ti: imaginaron un dispositivo travieso que no pueden realizar. 
12 Por lo tanto, les harás darles la espalda, cuando prepares tus flechas sobre tus cuerdas contra su rostro. 

13 Sé exaltado, SEÑOR, con tu propia fuerza: así cantaremos y alabaremos tu poder.

### Versión  de la Biblia Reina-Valera 1960
1 El rey se alegra en tu poder, oh Jehová; Y en tu salvación, !!cómo se goza!
2 Le has concedido el deseo de su corazón, Y no le negaste la petición de sus labios. Selah
3 Porque le has salido al encuentro con bendiciones de bien; Corona de oro fino has puesto sobre su cabeza.
4 Vida te demandó, y se la diste; Largura de días eternamente y para siempre.
5 Grande es su gloria en tu salvación; Honra y majestad has puesto sobre él.
6 Porque lo has bendecido para siempre; Lo llenaste de alegría con tu presencia.
7 Por cuanto el rey confía en Jehová, Y en la misericordia del Altísimo, no será conmovido.
8 Alcanzará tu mano a todos tus enemigos; Tu diestra alcanzará a los que te aborrecen.
9 Los pondrás como horno de fuego en el tiempo de tu ira; Jehová los deshará en su ira, Y fuego los consumirá.
10 Su fruto destruirás de la tierra, Y su descendencia de entre los hijos de los hombres.
11 Porque intentaron el mal contra ti; Fraguaron maquinaciones, mas no prevalecerán,
12 Pues tú los pondrás en fuga; En tus cuerdas dispondrás saetas contra sus rostros.

13 Engrandécete, oh Jehová, en tu poder; Cantaremos y alabaremos tu poderío.

### Versión  de la Biblia Reina-Valera 1995
1 El rey se alegra en tu poder, Jehová; y en tu salvación, ¡cómo se goza!
2 Le has concedido el deseo de su corazón y no le negaste la petición de sus labios, Selah
3 porque le has salido al encuentro con bendiciones de bien; corona de oro fino has puesto sobre su cabeza.
4 Vida te demandó y se la diste; largura de días eternamente y para siempre.
5 Grande es su gloria por tu salvación; honra y majestad has puesto sobre él.
6 Lo has bendecido para siempre; lo llenaste de alegría con tu presencia.
7 Por cuanto el rey confía en Jehová, y por la misericordia del Altísimo, no será conmovido.
8 Alcanzará tu mano a todos tus enemigos; tu diestra alcanzará a los que te aborrecen.
9 Los pondrás como horno de fuego en el tiempo de tu ira; Jehová los deshará en su ira y el fuego los consumirá.
10 Su fruto destruirás de la tierra y su descendencia de entre los hijos de los hombres,
11 porque intentaron el mal contra ti, fraguaron maquinaciones, pero no prevalecerán,
12 pues tú los pondrás en fuga; en tus cuerdas dispondrás saetas contra sus rostros.

13 ¡Engrandécete, Jehová, en tu poder! ¡Cantaremos y alabaremos tu poderío!

## Temas
El comentario del teólogo Juan Calvino relata este salmo con la creencia de que Dios había designado una sucesión de gobernantes en la Tierra, comenzando con David y finalmente conduciendo al mesías, a quien Juan Calvino identificó como Jesús. Juan Calvino también implica que este salmo no se refiere a un rey específico, sino a todos los reyes. La Biblia de Jerusalén identifica tanto temas mesiánicos como escatológicos, y recomienda la aplicación de este salmo a la idea de "Cristo Rey".  Versículo 9, el tiempo de tu ira en la versión King James, el día en que aparecesen la Biblia de Jerusalén, y la referencia a un horno ardiendo "sugiere una perspectiva más ... escatológica".
El comentarista Cyril Rodd señala que "la situación a la que [el salmo] se refiere no está clara". Identifica cuatro posibles ocasiones para su composición o uso:
- antes de una batalla
- después de una victoria
- en la coronación del rey
- en una celebración anual de la adhesión del rey.[5]

La Nueva Versión Estándar Revisada especifica que es un salmo de "acción de gracias por la victoria"

## Estructura
La división de los Salmos en dos es generalmente aceptada en la investigación. Existen las siguientes variantes diferentes:

### El canto de acción de gracias (versículos 2-7)
La canción de agradecimiento se puede organizar en el período preexilico. En particular enfatiza la cercanía entre el rey y YHWH :  Él es ayuda y poder para el rey (versículo 2), cumple sus pedidos (versículo 3), lo bendice y lo corona (versículo 4). También se menciona la posición del rey como representante de Dios (versículo 6).
Aunque el rey va más allá de todas las cosas mundanas a través de esta bendición de YHWH, todavía no es divino.  El objetivo de la cercanía representada entre Dios y el Rey sirve para legitimar su reinado.

### Los deseos para el rey (versos 9-13)
Esta sección está dirigida al rey y contiene una inserción posterior con respecto a YHWH (versículo 10). La sección no trata la proximidad entre Dios y el rey como la primera, sino los enemigos del rey.

### División del libro
La división del Libro del Salmo 21 es la siguiente: 
- Versículo 1: Tipos de salmos
- Versículos 2-7: Acción de gracias por el rey.
- Ayar 8: Declaración de la relación entre Dios y el rey.
- Versículo 14: Alabado sea el rey.

### Configuración musical
- Marc-Antoine Charpentier compuso alrededor de 1675, sobre el texto de este salmo, una Oración por el Rey, H 164 por 3 voces, 2 instrumentales arriba y bajo continuo.

## Comentarios

### De la iglesia católica

#### A todo el salmo
Este salmo se presenta como una continuación natural del anterior, donde se pedía a Dios que escuchara la súplica del rey. Aquí, en cambio, se agradece al Señor por haber respondido, concediendo al rey la victoria y el honor. Ambos textos reflejan el contexto de las liturgias reales celebradas en el Templo antes del exilio.
El salmo se divide en dos partes: la primera, dirigida a Dios, reconoce que el poder y el bienestar del rey provienen de Él (vv. 2-7); la segunda, orientada al rey, lo exhorta a derrotar a sus enemigos en nombre del Señor (vv. 9-13). Estas secciones están unidas por una afirmación central de confianza en Dios por parte del rey (v. 8) y concluyen con una súplica breve que incluye una promesa de alabanza (v. 14). El contenido del salmo supera lo que cabría esperar de un monarca histórico y apunta a una figura real ideal. Por eso, tanto en el judaísmo como en la tradición cristiana, se ha interpretado como un salmo de carácter mesiánico.

#### A los versículos 2-7
Los dones concedidos al rey no solo son respuesta directa a sus ruegos, sino que algunos le han sido otorgados de antemano como muestra del favor divino, como la misma coronación (v. 4), junto con el honor, la majestad y la alegría que experimenta en la presencia de Dios (vv. 6-7). Estos signos de gracia revelan una relación privilegiada entre el rey y el Señor, marcada por la bendición y la elección divina. El versículo 5, en particular, adquiere una dimensión más profunda cuando se contempla a la luz de Cristo. En Él se cumple plenamente esta confianza escuchada por Dios. Según la carta a los Hebreos, Jesús, durante su vida terrena, elevó súplicas con lágrimas al Padre, y fue escuchado por su obediencia filial. A través del sufrimiento, alcanzó la perfección y se convirtió en fuente de salvación eterna para quienes le obedecen.

#### A los versículos 8-14
La estabilidad del rey descansa en dos pilares: su confianza en el Señor y la fidelidad de Dios en manifestar su misericordia. Esta doble garantía es la que sostiene su reinado y le permite actuar con firmeza (v. 8). No se trata solo de cualidades humanas, sino de una relación viva con Dios que da solidez a su gobierno. San Agustín, al interpretar estas palabras desde la fe cristiana, las aplica a Jesucristo, el Rey crucificado.

Cristo Jesús, el Rey que reina desde ese patíbulo de los esclavos, que es la Santa Cruz, no fracasa, no se ensoberbece. (…) Por el contrario, humilde, espera en la misericordia de su Padre y, debido a la obediencia, su flaqueza humana no se conmoverá.

Los adversarios del rey son, al mismo tiempo, enemigos de Dios, ya que el rey actúa como instrumento de la justicia divina. Así lo expresa la imagen del fuego en el versículo 10, símbolo del juicio de Dios. El rey no actúa por cuenta propia, sino como ejecutor del castigo divino. El salmo concluye retomando el tema de la "fuerza" de Dios, presente también al inicio. Sin embargo, mientras al principio esta fuerza se orientaba al beneficio del rey, ahora se muestra como protección y salvación para todo el pueblo. El auxilio dado al rey se convierte, en definitiva, en ayuda para la comunidad entera.

## Citas
Los antiguos intérpretes de salmos Hermann Gunkel , Artur Weiser y Hans-Joachim Kraus asignan todo el salmo al período preexilico. Tuvo su asiento en la vida durante una celebración de la corte real en el santuario. 
Según Oswald Loretz y otros, la primera parte del salmo (versículos 2-7) debe asignarse al período preexilico, mientras que la segunda parte (versículos 8-14) es una adición posterior y un comentario posterior sobre la primera parte. Esta adición proviene del período posterior al exilio. 
Una tercera posibilidad es considerar las secciones 2–7 y 9–13 como pre-exilio y los versículos 8 y 14 como actualizaciones con el propósito de adaptar el Salmo a una situación posterior.

## Usos

### Iglesia católica
Este salmo se reza en la Liturgia de las horas en la hora de Vísperas de los martes de la primera semana. Para facilitar la comprensión en la Liturgia de las horas se le asigna a cada salmo un título en rojo (rúbrica) que no forma parte del salmo. El título del Salmo 21 es Acción de gracias por la victoria del rey.

### Anglicanismo
En la Iglesia de Inglaterra Libro de Oración Común , se designó este salmo para su lectura en la mañana del cuarto día del mes.
Este salmo también se ha utilizado como el nombre del ministerio de la iglesia, conocido como "Iglesia del Salmo 21" o "Patrimonio del Reino del Salmo 21", en Pontianak , Provincia de Borneo Occidental, Indonesia desde 2004.
Los versículos 1-4 se utilizan como material de partida para el himno "O Lord Make Thy Servant Elizabeth" de William Byrd .

### En el rito bizantino
Este salmo, junto con el salmo 20 , constituye la entrada real de los orthros (es decir, el oficio de Matins en el rito bizantino): estos dos salmos se atribuyen al rey David; ambos evocan el favor otorgado por el Señor a un ungido (salmo 20) o a un rey (salmo 21) a quien los cristianos tienen para Cristo .